# 薛宏福
薛宏福（1919年—1989年），男，陕西延安人，中华人民共和国政治人物，曾任中共青海省委副书记，青海省革命委员会副主任，中共宁夏回族自治区党委副书记，宁夏回族自治区人民政府副主席、中共宁夏回族自治区顾问委员会主任，第四届全国人大代表。